# Concepción (Madrid)
Concepción és un barri del districte de Ciudad Lineal, a Madrid. Té una superfície de 88,59 hectàrees i una població de 22.017 habitants (2009).

## Situació
Limita al nord amb el barri de San Pascual, al sud amb Quintana i Pueblo Nuevo, a l'est amb Simancas i El Salvador, (San Blas-Canillejas) i a l'oest amb Fuente del Berro (Salamanca). Està delimitat al sud pels carrers José del Hierro, López de Aranda, Virgen del Lluc i Alcalde López Casero, a l'est pel carrer de General Aranaz i al nord i oest pels carrers Marqués de Portugalete, Juan Pérez Zúñiga, Virgen del Val, Persuasión i Virgen de Lourdes.

## Comunicacions
El barri es troba comunicat per la boca de Metro de Barrio de la Concepción pertanyent a la Línia 7 del metro de Madrid. També es troba comunicat per les línies d'autobusos de l'EMT 53, el 122, el 70, el 146, el 48, el 21 i l'11. Aquest barri es troba envoltat per les carreteres de la M-30 i és molt proper a l'A-2.

## Història
Els terrenys sobre els quals avui dia s'assenta el barri madrileny de la Concepción pertanyien a l'antic municipi de Canillas, incorporat a Madrid el 30 de maig de 1950.